# Altiplà laurencià

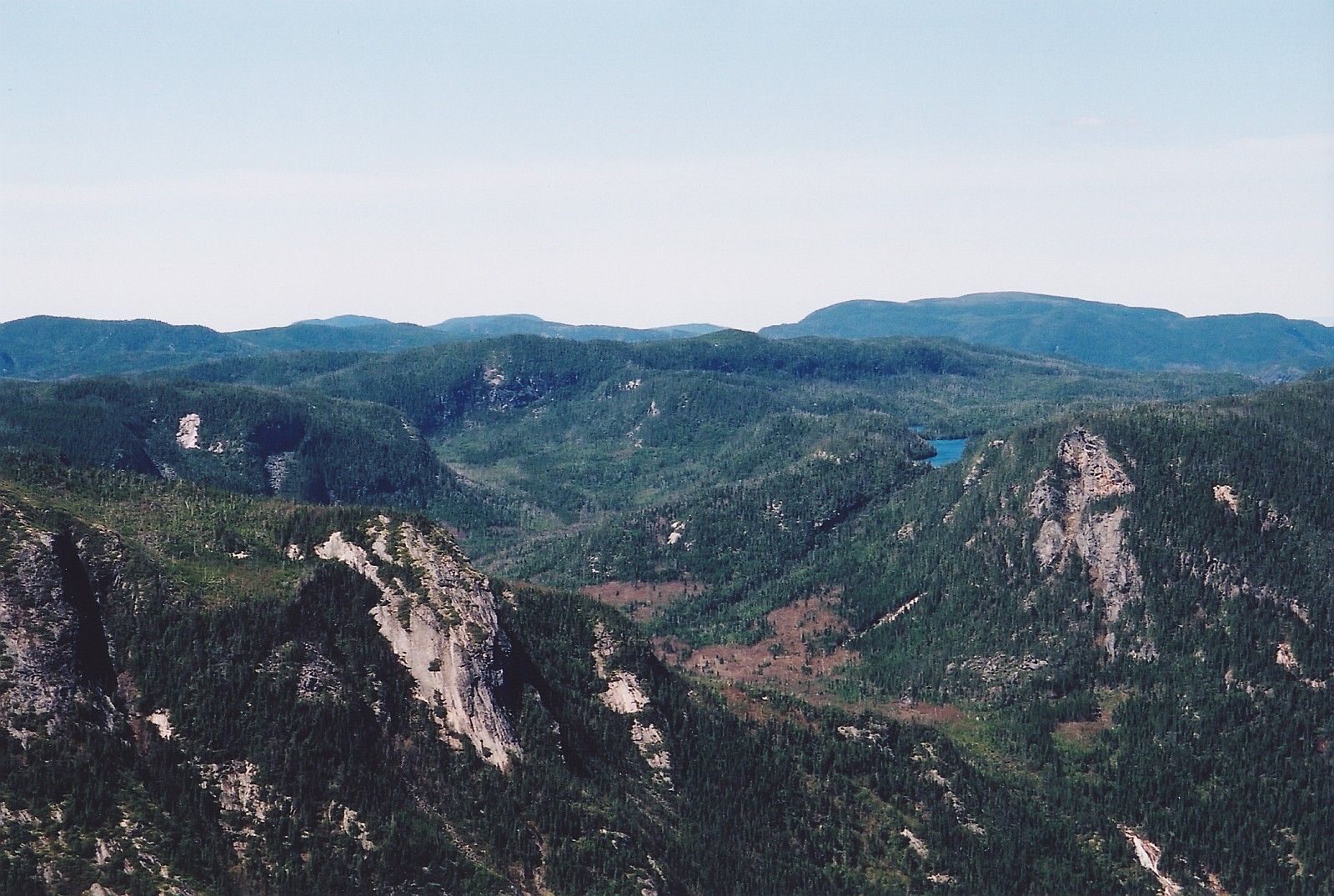
L'altiplà laurencià és l'extensió oest de les muntanyes laurencianes del Quebec que apareixen en aquesta imatge

L'altiplà laurencià (en anglès:Laurentian Upland o Laurentian Highlands) és una província fisiogràfica del Canadà quan se l'anomena «regió laurenciana», és una de les cinc províncies del més extens Escut canadenc. El United States Geological Survey dels Estats Units reconeix l'altiplà laurencià com la zona alta més gran de l'Escut canadenc.

## Geografia
La regió laurenciana és part d'un altiplà de la vora sud de l'escut canadenc al Québec. És l'extensió oest de les muntanyes Laurencianes, i continua a través de la Vall d'Ottawa dins Ontario com els Opeongo Hills. Vista des del riu Ottawa i el riu Sant Llorenç els escarpaments del sud tenen l'aparença de muntanyes de 500–800 metres d'alt; mirant a través de l'altiplà el relleu és més moderat i presenta subducció. El Mont Raoul Blanchard és el pic més alt amb 1.166 metres.
A Quebec es pot considerar que té una extensió de 100–200 km cap al nord i a l'oest de 550 km.
La província més general de l'altiplà laurencià es pot considerar que s'estén per una zona més gran que l'escut canadenc dins el nord-oest d'Ontario i parts del nord de Minnesota, Wisconsin, Michigan, i l'Estat de Nova York. Com extensió sud de l'escut canadenc les Muntanyes Adirondack de l'estat de Nova York poden ser considerades com una extensió de l'altiplà laurencià.

## Geologia
L'altiplà laurencià principalment està format de roques ígnies, metamòrfiques i sedimentàries del Precambrià.